# BMX-Rennsport-Weltmeisterschaften/Cruiser-Rennen der Frauen
Das Cruiser-Rennen der Frauen war ein Wettbewerb bei den BMX-Rennsport-Weltmeisterschaften. Es wurde mit Cruiser-Rädern ausgetragen.
Während es bei den Männern seit Anbeginn der Weltmeisterschaften einen Cruiser-Wettkampf gegeben hatte, war das BMX-Rennen lange Zeit der einzige Wettbewerb für Frauen. Ein Cruiser-Rennen für Frauen wurde erst 2006 eingeführt, hatte aber weniger Zuspruch als das BMX-Rennen; 2009 und 2010 gab es nicht genügend Fahrerinnen, um einen Lauf voll zu besetzen. Wie in den anderen Kategorien wurde der Wettkampf nach 2010 zugunsten des Zeitfahrens abgeschafft.

## Palmarès
| Jahr | Austragungsort   | Gold                  | Silber            | Bronze            |
| ---- | ---------------- | --------------------- | ----------------- | ----------------- |
| 2006 | São Paulo        | Laëtitia Le Corguillé | Samantha Cools    | María Belén Dutto |
| 2007 | Victoria         | Sarah Walker          | Aneta Hladíková   | Amélie Despeaux   |
| 2008 | Taiyuan          | Magalie Pottier       | Amélie Despeaux   | Sarah Walker      |
| 2009 | Adelaide         | Sarah Walker          | Manon Valentino   | Vilma Rimšaitė    |
| 2010 | Pietermaritzburg | Mariana Pajón         | Romana Labounková | Vilma Rimšaitė    |

## Medaillenspiegel
| Platz  | Land        | Gold | Silber | Bronze | Gesamt |
| ------ | ----------- | ---- | ------ | ------ | ------ |
| 1      | Frankreich  | 2    | 2      | 1      | 5      |
| 2      | Neuseeland  | 2    | 0      | 1      | 3      |
| 3      | Kolumbien   | 1    | 0      | 0      | 1      |
| 4      | Tschechien  | 0    | 2      | 0      | 2      |
| 5      | Kanada      | 0    | 1      | 0      | 1      |
| 6      | Litauen     | 0    | 0      | 2      | 2      |
| 7      | Argentinien | 0    | 0      | 1      | 1      |
| Gesamt | Gesamt      | 5    | 5      | 5      | 15     |